# Gianni Lonzi
Gianni Lonzi, né le 4 août 1938 à Florence, est un joueur, entraîneur et dirigeant de water-polo italien. 

## Carrière
Avec l'équipe d'Italie de water-polo masculin, Gianni Lonzi est sacré champion olympique aux Jeux d'été de 1960 à Rome. 
Il est sélectionneur de l'équipe d'Italie championne du monde en 1978.
Il figure sur la Liste des membres de l'International Swimming Hall of Fame.
Il est président du Rari Nantes Florentia de 1992 à 1999.

## Vie privée
Il est le mari de l'escrimeuse Antonella Ragno-Lonzi, qui est elle-même la fille de l'escrimeur Saverio Ragno.